# Killfile
Ein Killfile ist eine Steuerdatei eines Newsreaders. Das Killfile enthält Filterregeln, nach denen der Benutzer für ihn uninteressante Postings (etwa nach Thema oder nach Autor bewertet) ausblenden lassen kann. Man könnte es als „automatisiertes Ignorieren“ bezeichnen. Diese Funktionalität wurde erstmals in Larry Walls Newsreader rn implementiert.
Die Drohung mit einem Killfile-Eintrag wird gelegentlich als Mittel in der Diskussion eingesetzt („Ich steck' dich ins Killfile“), was in der Netzkultur auch durch „*plonk*“ ausgedrückt wird. Dabei bedeutet diese Aussage nicht zwangsläufig, dass der entsprechende Diskursteilnehmer wirklich sein Killfile angepasst hat – wie auch umgekehrt nicht jede Eintragung im Killfile in der Diskussion dokumentiert wird.
Killfiles werden von den meisten üblichen Newsreadern unterstützt; oft sind sie in die Funktionalität des sogenannten Scorefiles mit eingebunden.

## Herkunft des Begriffes
Der Begriff „Kill“ stammt in diesem Zusammenhang angeblich von den frühen Tektronix-Rechnern aus den 1970er Jahren, die als erste ein im ROM fest gespeichertes BASIC hatten. Als Speichermedium dienten bei diesen Rechnern Magnetband-Kassetten in einem proprietären Format; der Befehl KILL löschte eine einzelne Datei; mit KILL ALL wurde das komplette Magnetband gelöscht. In der Dokumentation dieser Rechner wurde der Befehl als „KILL [FILE]“ beschrieben, und ein sehr häufiger Fehler war es, „KILL 0“ einzugeben, was dieselbe Konsequenz hatte wie „KILL ALL“, nämlich einen kompletten Datenverlust auf dem Magnetband.
Dies darf nicht mit dem Unix-Kommando kill verwechselt werden, mit dem sich gezielt Prozesse steuern lassen.